# مصنوع ثقافي

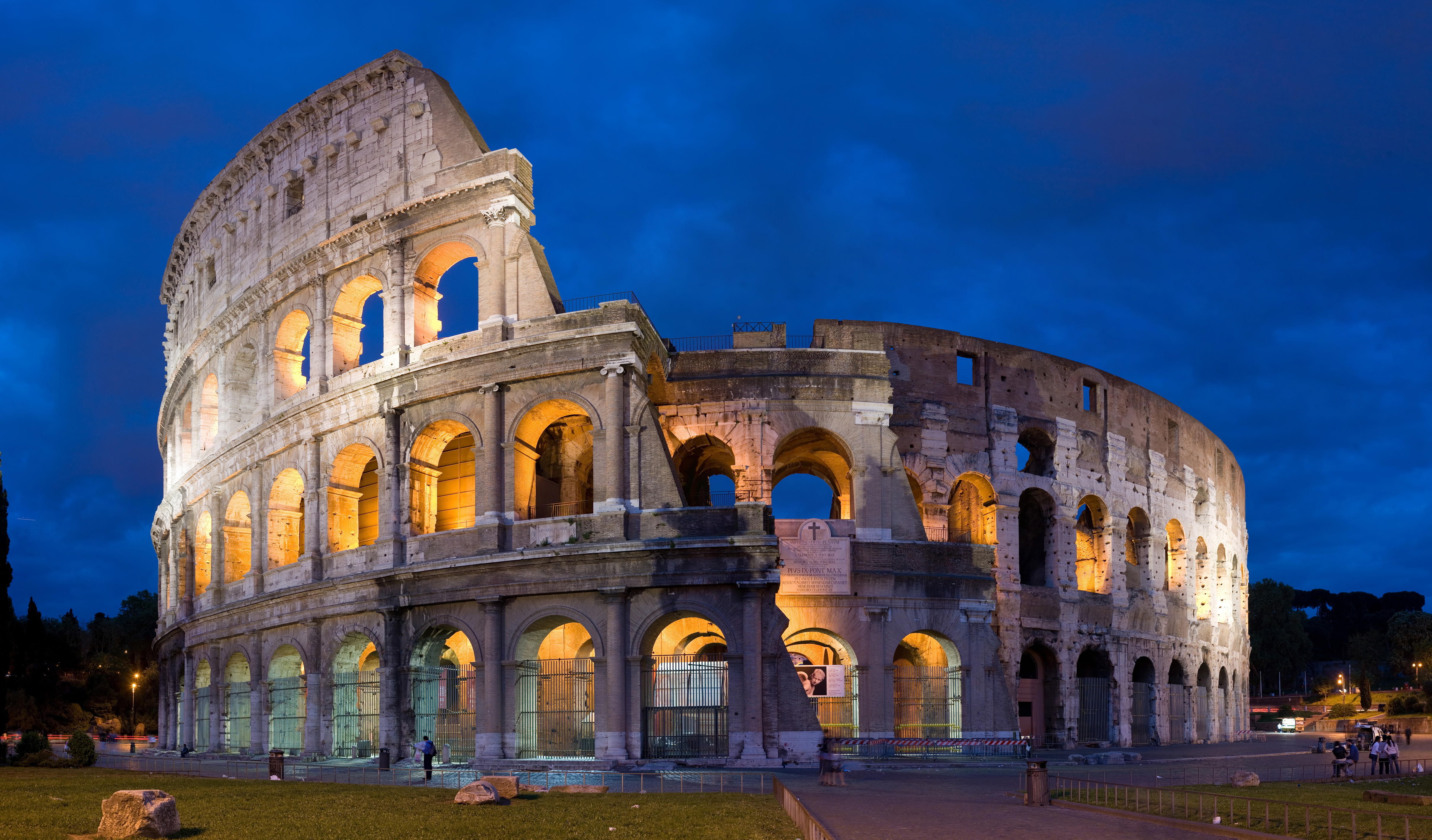
مدرج كولسيوم في إيطاليا

المصنوعات الثقافية هل كل ما من صنع الإنسان في مجالات العلوم الاجتماعية، خاصة في الأنثروبولوجيا والإثنولوجيا وعلم الاجتماع.